# Ioan Lemeni

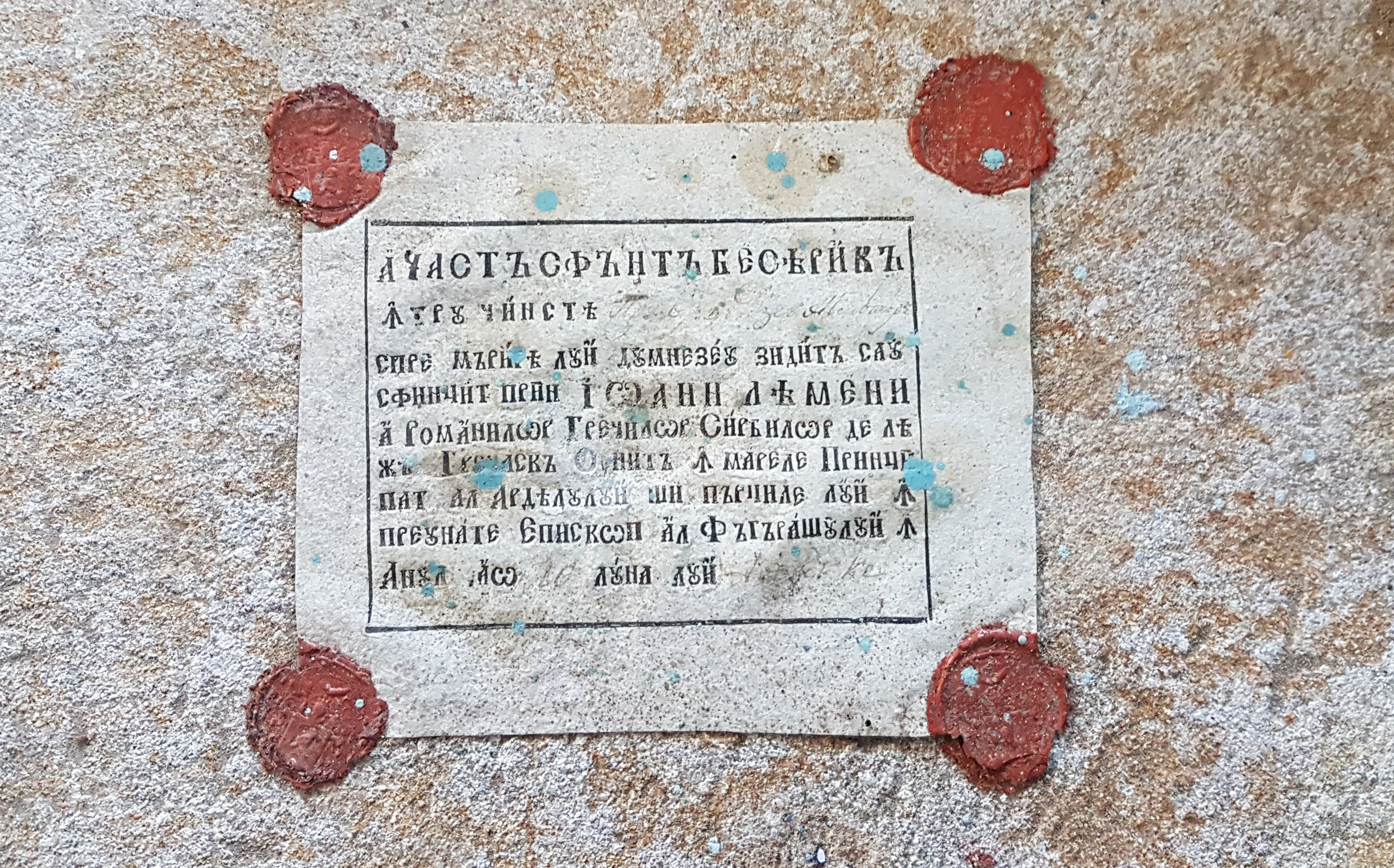
Hrisovul Bisericii greco-catolice din Buteasa (monument istoric, 1839): „Această Sfântă Besearikă
întru cinstea ...
spre mărirea lui Dumnezeu zidită sau
sfințit prin IOANN LEAMENI
a Românilor Grecilor Sirbilor de lea
je Greceaskă Onită în Marele Prinți
pat al Ardealului și părțile lui în
preunate Episcop al Făgărașului în
Anul 18... luna lui...”

Ioan Lemeni (n. 22 aprilie 1780, Dezmir, comitatul Cluj – d. 29 martie 1861, Viena) a fost între 1833-1853 episcop român unit al Episcopiei de Făgăraș (cu sediul la Blaj), suspendat din funcție de autoritățile austriece în anul 1848, ca urmare a simpatiilor sale față de Revoluția de la 1848 și a guvernului maghiar de la Pesta condus de Lajos Kossuth.

## Procesul „lemenian”
Între 1843-1846 a avut loc un proces intentat episcopului de Simion Bărnuțiu. Mai mulți profesori și clerici, între care Ioan Micu Moldovan și Baziliu Rațiu, au relatat cu ocazia respectivă despre relațiile homosexuale întreținute de episcop.

## Activitatea sa în anul 1848
Împreună cu episcopul ortodox Andrei Șaguna a prezidat Adunarea de la Blaj, din 15 mai 1848, care l-a desemnat drept președinte al delegației care să prezinte Dietei de la Cluj hotărârile Adunării de la Blaj.
După dizolvarea Dietei de la Cluj în urma hotărârii de unire a Transilvaniei cu Ungaria (29 mai 1848), episcopul Lemeni a devenit membru de drept al Dietei de la Pesta. După uciderea feldmareșalului Franz Lamberg de către pașoptiștii maghiari (28 septembrie 1848) și izbucnirea războiului civil dintre revoluționarii conduși de Lajos Kossuth și autoritățile imperiale din Viena, episcopul Ioan Lemeni a plecat de la Pesta, încercând să se întoarcă la Blaj, însă ca urmare a luptelor ce cuprinseseră și Transilvania, a fost silit să rămână la Cluj.
Printr-un decret din 9 noiembrie 1848 generalul austriac Anton Puchner, guvernatorul militar al Transilvaniei, l-a suspendat din funcție. Autoritățile austriece nu au recunoscut hotărârea de unire a Transilvaniei cu Ungaria și în consecință nici legitimitatea lui Ioan Lemeni în Dieta din Pesta. În afară de aceasta, episcopului Lemeni i-a fost reproșată apropierea sa față de curentul revoluționar maghiar și guvernul de la Pesta.

## Demisia din anul 1850
În martie 1850, Ludwig von Wohlgemuth, guvernator al Transilvaniei, l-a determinat să-și dea demisia din scaunul episcopal de la Blaj. S-a retras la Viena, unde a trăit până în 1861. În data de 17 mai 1857 l-a hirotonit, la Viena, ca episcop, pe Spiridon Litvinovici⁠(en)[traduceți], devenit în 1863 arhiepiscop-mitropolit și întâistătător al Bisericii Greco-Catolice Ucrainene.
A fost înmormântat în vechiul cimitir din Semmering.
În anul 1907 osemintele i-au fost aduse la Blaj și așezate în cripta din cripta mitropolitană.